# Szentpál
Szentpál (románul Sânpaul) falu Romániában, Arad megyében. Sofronya községhez tartozik.

## Fekvése
Aradtól 8 km-re északnyugatra fekszik.

## Története
A falu eredetileg a Száraz-ér jobb, a Szentpáli-ér bal oldalán állott Szent Pálnak szentelt templomát 1332-ben említik. 1471-ben mezővárosként szerepel, mint a környező területek gazdasági központja. A 16. század második felében magyar-délszláv népesség lakta. A város valószínűleg 1596-ban pusztult el, és csak a 20. század elején, magyar dohánytermesztő családok telepítették újra.

## Látnivalók
A 18. századi szentpáli Haller-kastélyt Haller János építtette. Az épület szerkezete erősen lepusztult állapotban van.

## Külső hivatkozások
- Térkép